# Promesse (scoutisme)
Pour les articles homonymes, voir Promesse.

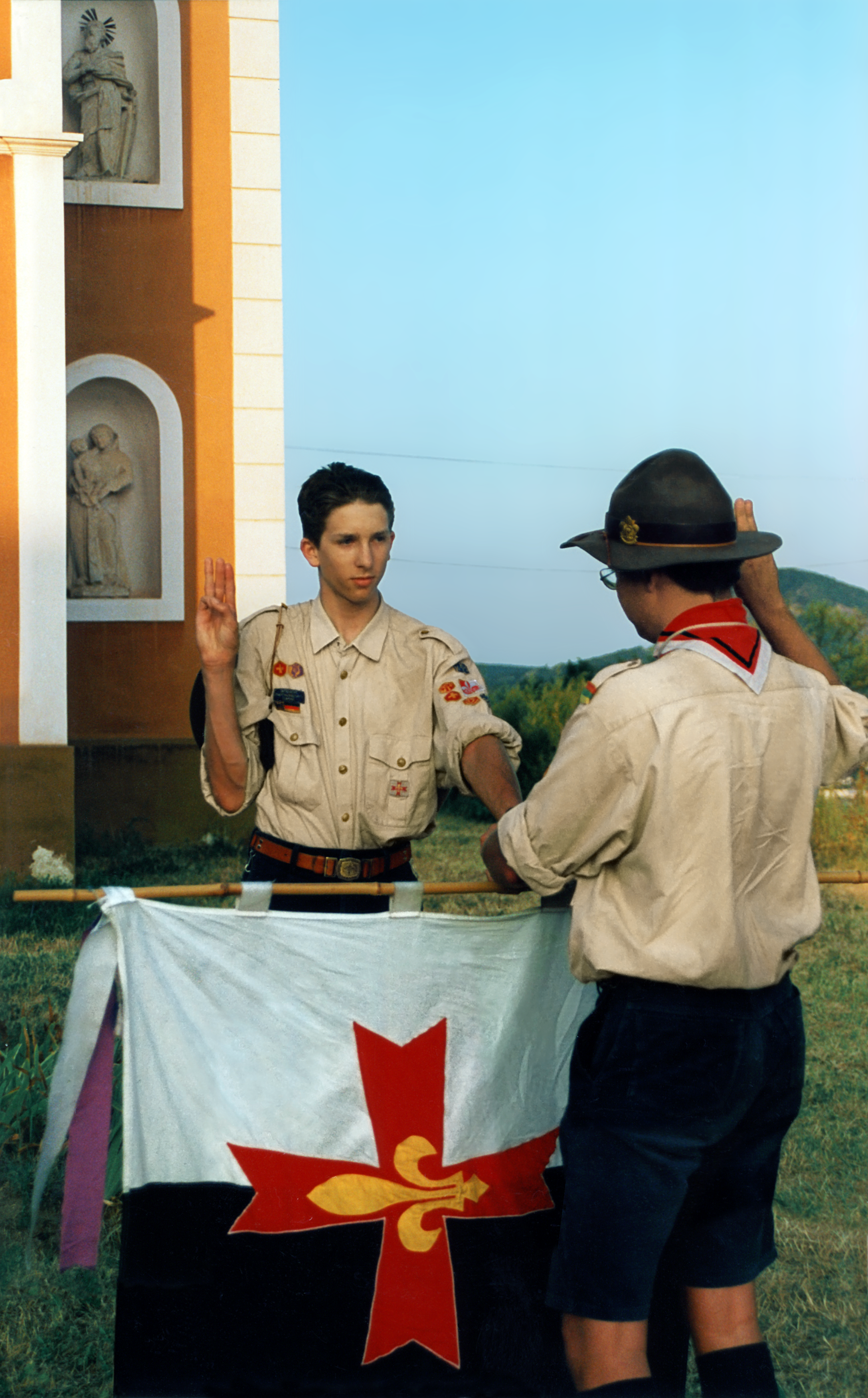

Dans le scoutisme, la promesse est l'engagement solennel que prend le jeune devant ses pairs pour marquer son adhésion à la loi et aux valeurs du mouvement scout qu'il a rejoint. La promesse ou engagement fait partie des constantes de toutes les branches du scoutisme. Seule la forme change d'un mouvement à l'autre. Elle fait déjà partie, avec la loi scoute, la vie en patrouille et les activités de grand air des principes édictés par Robert Baden-Powell dans son livre Éclaireurs édité dès 1908.

« Sur mon honneur, je promets de faire tous mes efforts pour : Remplir mes devoirs envers Dieu et envers le Roi, aider mon prochain en toutes circonstances et observer la Loi Scoute. »

Le texte rédigé par Baden-Powell (article 2 de la constitution de l’OMMS) est issu d'un contexte et d'une époque particulière. Aujourd'hui, chaque mouvement a adapté ce texte en fonction de sa situation nationale et religieuse.
« Soyez toujours fidèles à votre Promesse scoute même quand vous aurez cessé d'être un enfant — et que Dieu vous aide à y parvenir ! » tels sont les derniers mots de la lettre d'adieu que Baden-Powell adressa à l'ensemble des éclaireurs.

## Démarche
Lorsque l'enfant ou le jeune prononce sa promesse, il s'engage à respecter la loi (ou charte) scoute.
Préparation
La promesse constitue un engagement : elle n'est pas imposée. Elle est généralement proposée au terme de plusieurs mois de pratique, le plus souvent lors d'un camp, d'été ou de week-end. Le processus, individuel , repose sur la patrouille qui "vérifie" la préparation morale (bonne application des principes de la loi scoute) et technique (camper et pratiques connexes).
Animation-Célébration
Afin de donner encore plus de sens à ce moment que vont vivre quelques scouts, la troupe peut se donner un temps de partage, d’échange et de réflexion pour s’associer aux promettants, les accompagner dans la démarche. Ce moment d’animation et parfois de foi peut être inspiré soit par les chefs (animateurs), soit par les aînés, soit par un aumônier. Si ce temps se tient le soir, il s'agit d'une veillée de promesse.
Cérémonie
La cérémonie de promesse est le moment le plus court et le plus intense du processus. Elle marque le consentement individuel, public, à appliquer les principes de la loi scoute. Cette cérémonie peut se dérouler aussi bien pendant le temps d’animation-célébration qu’un ou plusieurs jours après. Au cours de cette cérémonie, chaque promettant explique son état de réflexion face à la promesse en présentant son texte personnel d’engagement, généralement formalisé (cérémonial), ainsi qu'en récitant le texte codifié de la promesse.

## Promesse par pays

### France

#### Éclaireuses Éclaireurs Unioniste de France (EEUDf)
Chez les EEUdF, prononcer sa promesse c’est promettre de faire tout son possible pour vivre l'idéal scout quel que soit sa confession religieuse, origine social ou politique. Il ne demande pas de croire en Dieu, mais plutôt à écouter ses paroles.
Avant que le jeune ne prononce sa promesse son Chef de Patrouille/ Chef de Clan lui récite la loi de l'éclaireur :
Une Éclaireuse, un Éclaireur :
- tient parole et ne fait rien à moitié, on peut lui faire confiance.
- réfléchit avant d’agir, est responsable de ses actes.
- vit en équipe, apprend à écouter et à partager.
- développe ses compétences et les met au service des autres.
- respecte, connaît et protège la nature.
- prend soin de son corps et de sa santé.
- conserve bonne humeur et maîtrise de soi, même dans les difficultés.

« JE PROMETS DE FAIRE TOUT MON POSSIBLE POUR ÉCOUTER LA PAROLE DE DIEU, ME METTRE AU SERVICE DES AUTRES, ET OBÉIR À LA LOI DE L’ÉCLAIREUR. »

#### Scouts et Guides de France
Chez les Scouts et Guides de France, la promesse est comprise comme l'engagement de l'enfant ou du jeune à vivre selon la loi du mouvement. Elle est, depuis l’assemblée générale de 2022, unique pour toutes les tranches d'âge.

« Aujourd'hui devant vous, avec l'aide de Dieu et de tous et toutes, je promets de faire de mon mieux pour servir mon prochain, œuvrer selon ma Foi, agir pour un monde meilleur, vivre selon notre Loi, en fraternité avec les scouts et guides du monde »

Les chefs et, à l'issue de leur troisième année, les compagnons sont invités à prononcer leur engagement.

#### Scouts unitaires de France et Guides et Scouts d'Europe
Les Guides et Scouts d'Europe et Scouts unitaires de France partagent les mêmes valeurs concernant la loi et la promesse. Ainsi qu'un grand nombre d'associations "unitaires" catholiques plus petites, ils ont repris dans leur majeure partie les textes que le père Sevin avait écrit pour les Scouts de France dans les années 1920.

« Sur mon honneur, avec la grâce de Dieu, je m'engage : à servir de mon mieux, Dieu, l'Église, ma patrie ; à aider mon prochain en toutes circonstances ; à observer la Loi Scoute. »

Les Guides et scouts d'Europe rajoutent après « ma patrie » la mention « et l'Europe ».
Le jeune s'engage à servir l'Église et le cérémonial fait référence au baptême, il est donc nécessaire d'être catholique pour prononcer sa promesse, ou du moins être dans une démarche baptismale.
L'insigne de la promesse est une croix scoute (de Jérusalem pour les SUF, de Malte pour les scouts d'Europe) que le jeune coud sur sa chemise et son pull ainsi qu'il accroche (Scout d'Europe) ou coud (SUF) à son béret, s'il en a un, pour les louveteaux et les louvettes.
La promesse concerne aussi les louvettes, les jeannettes et les louveteaux (enfants de 8 à 12 ans). Elle est précédée d'une période de préparation où le jeune prouve son sens de l'effort et la solidité de son engagement. Il rencontre aussi un aumônier.
Promesse des louvettes, jeannettes et des louveteaux :

« Je promets de faire de mon mieux pour être fidèle à Dieu, à mes parents, à ma patrie et à la loi de la clairière/ronde/meute et de rendre chaque jour service à quelqu'un. »

#### Éclaireuses Éclaireurs de France
Chez les Éclaireuses et Éclaireurs de France, la Règle d'Or tient lieu de Loi scoute pour le mouvement.
Les éclaireurs peuvent promettre sur trois symboles différents : leurs drapeaux, leurs foulards ou sur le feu.
Pour le feu le jeune se place devant le feu avec une main tendue au-dessus et dit :
« Je promets sur mon honneur, de servir mon pays, l'amitié entre les hommes de rendre service en toute occasion et faire vivre notre loi ».
Pour le drapeau et le foulard, c'est le même principe sauf que des camarades présents doivent tenir chaque coin du drapeau ou du foulard déroulé.
A la fin, le jeune récupère un tison dans le feu et le garde comme tison de promesse.

### Suisse
La promesse telle qu'elle apparaît dans les statuts du MSdS, art. 3, mais chaque groupe peut avoir sa propre promesse dont le contenu diffère peu.
« 
Avec l'aide de Dieu, avec votre aide et dans la joie, ou Avec votre aide et dans la joie, Je promets de faire tout mon possible pour :
- approfondir le sens de notre loi scoute
- développer les valeurs spirituelles de ma vie
- m'engager dans chaque communauté où je vis

 »